# Lambeth Waterworks Company
La Lambeth Waterworks Company était une entreprise de service public qui approvisionnait en eau le sud de Londres en Angleterre. La société a été créée en 1785 avec des travaux dans le nord de Lambeth et est devenue membre de l'Office public des eaux métropolitaines en 1903.